# Билокација
Билокација је могућност да човек буде на два различита места у исто време. У римокатоличкој цркви постоји феномен билокације. Разни свеци као Свети Антун Падовански, Свети Јосиф Купертински и Свети Падре Пио су могли бити на два места у исто време. Каже се, да им је жеља за добра дела била толико велика, да су могли бити у исто време на два места. Тако је на пример и доминиканац, Мартин де Порес обављао своје дужности у самостану, док се у исто време бринуо о болеснима у болници.